# 52649 Chrismith
52649 Chrismith este un asteroid din centura principală de asteroizi.

## Descriere
52649 Chrismith este un asteroid din centura principală de asteroizi. A fost descoperit pe 27 decembrie 1997 la Goodricke-Pigott de Roy A. Tucker. Asteroidul prezintă o orbită caracterizată de o semiaxă mare de 3,04 ua, o excentricitate de 0,06 și o înclinație de 9,1° în raport cu ecliptica.